# Китайска пунктуация
Китайската пунктуация използва различен стил на пунктуационни отбелязвания, за разлика от европейските езици. Те стават част от писмения китайски език. Учените все пак анотират текстове със символи, наподобяващи модерните '。' и '、', за да определят точка или пауза съответно. Традиционната поезия и калиграфия остава в стил свободен от пунктуация.
Почти всички източно-азиатски пунктуационни знаци са по-големи от техните европейски съответстващи и заемат квадратната площ, която е същата като на йероглифите около тях. Такива пунктуационни знаци са наречени пълнодлъжни (fullwidth), в контраст с европейските, които са половин дължина (halfwidth).
Китайските йероглифи могат да бъдат изписвани хоризонтално или вертикално. Някои пунктуационни знаци се адаптират към промяната по отношение на посоката.

## Приложение
Част от китайската пунктуация е подобна на европейската, но леката разлика във формата променя предназначението на знака, например запетаята за изброяване (、).
Пунктуация взета от европейската, но с различна големина:
- ， e запетая (,) – не може да се използва за номериращо изброяване, виж запетая за изброяване по-горе.
- ！ e удивителна (!)
- ？ e въпросителна (?)
- ； e точка и запетая (;)
- ： e двоеточие (:)
- （ ）– обикновени скоби (( ))
- 【 】или［ ］– квадратни скоби ([ ]).